# Lijst van Nederlandse ziekenhuizen

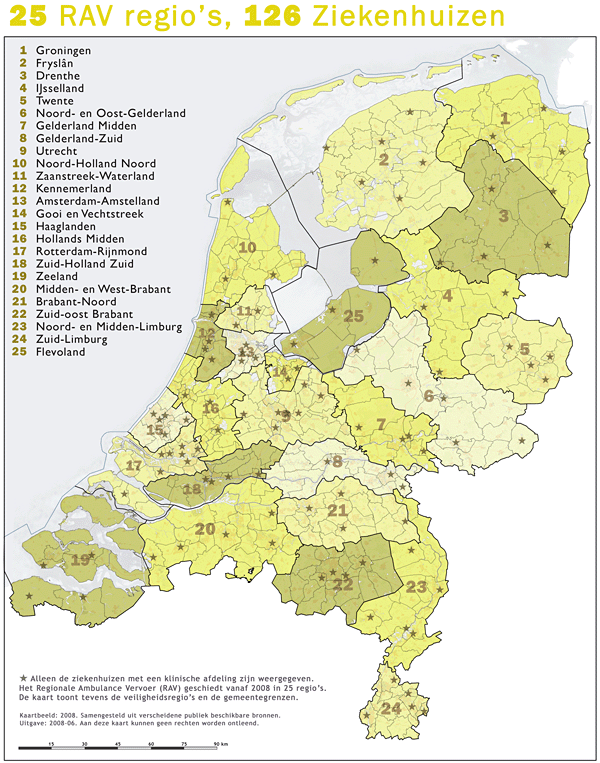
De 126 ziekenhuizen met een klinische afdeling (2008) per ambulanceregio

In deze lijst van Nederlandse ziekenhuizen staan alle ziekenhuizen van Nederland. Opgenomen zijn alleen ziekenhuizen voor algemene gezondheidszorg met een klinische afdeling, dus geen psychiatrische ziekenhuizen, dagziekenhuizen of vestigingen met alleen (buiten)poliklinieken. Nederland telt 120 ziekenhuislocaties (2018). In de lijst zijn de ziekenhuizen gekoppeld aan de regio's van de Regionale Ambulancevoorzieningen (RAV's).

## Overzicht
| Ziekenhuis                                                        | Afk.      | Groep                                     | Plaats                                         | Provincie             | Kenmerk               | Aantal eerste polikliniekbezoeken (2018) | Bedden (2018) | HSMR (2018) | RAV-regio |
| ----------------------------------------------------------------- | --------- | ----------------------------------------- | ---------------------------------------------- | --------------------- | --------------------- | ---------------------------------------- | ------------- | ----------- | --------- |
| Amsterdam UMC locatie AMC                                         | AUMC-AMC  |                                           | Amsterdam                                      | Noord-Holland         | academisch            | 93.058                                   | 1.002         | 121         | 13        |
| Admiraal de Ruyterziekenhuis                                      | ADRZ      |                                           | Goes, Vlissingen                               | Zeeland               | algemeen              | 98.267                                   | 390           | 94          | 19        |
| Albert Schweitzer Ziekenhuis                                      | ASz       | mProve                                    | Dordrecht, Zwijndrecht, Sliedrecht             | Zuid-Holland          | algemeen              | 152.963                                  | 515           | 122         | 18        |
| Alrijne Ziekenhuis                                                |           |                                           | Leiden, Leiderdorp, Alphen aan den Rijn        | Zuid-Holland          | algemeen              | 153.971                                  | 494           | 114         | 16        |
| Amphia Ziekenhuis                                                 |           |                                           | Breda                                          | Noord-Brabant         | algemeen              | 188.767                                  | 805           | 102         | 20        |
| Ziekenhuis Amstelland                                             |           |                                           | Amstelveen                                     | Noord-Holland         | algemeen              | 65.319                                   | 255           | 79          | 13        |
| Antonius Ziekenhuis                                               | AZS       |                                           | Sneek                                          | Friesland             | algemeen              | 66.236                                   | 286           | 93          | 02        |
| St. Antonius Ziekenhuis                                           |           | Santeon                                   | Nieuwegein, Utrecht, Houten, De Meern          | Utrecht               | algemeen              | 229.854 (2017)                           | 1.016         | 109         | 09        |
| Bernhoven                                                         |           | Inkoopalliantie Ziekenhuizen (IAZ)        | Uden                                           | Noord-Brabant         | algemeen              | 91.944                                   | 392           | 105         | 21        |
| Treant Zorggroep                                                  |           |                                           | Hoogeveen, Stadskanaal, Emmen                  | Drenthe               | algemeen              | 143.408                                  | 628           | 106         | 03        |
| BovenIJ Ziekenhuis                                                |           |                                           | Amsterdam                                      | Noord-Holland         | algemeen              | 57.725                                   | 188           | 86          | 13        |
| Bravis Ziekenhuis                                                 |           | Inkoopalliantie Ziekenhuizen (IAZ)        | Roosendaal, Bergen op Zoom                     | Noord-Brabant         | algemeen              | 132.637                                  | 610           | 105         | 20        |
| Canisius-Wilhelmina Ziekenhuis                                    | CWZ       | Santeon                                   | Nijmegen                                       | Gelderland            | algemeen              | 127.452                                  | 533           | 88          | 08        |
| Catharina Ziekenhuis                                              | CZE       | Santeon                                   | Eindhoven                                      | Noord-Brabant         | algemeen              | 129.023                                  | 663           | 112         | 22        |
| Deventer Ziekenhuis                                               | DZ        | Inkoopalliantie Ziekenhuizen (IAZ)        | Deventer                                       | Overijssel            | algemeen              | 93.548                                   | 350           | 91          | 04        |
| Diakonessenhuis                                                   |           |                                           | Utrecht, Zeist, Doorn                          | Utrecht               | algemeen              | 158.127                                  | 546           | 105         | 09        |
| Dijklander Ziekenhuis                                             | DLZ       |                                           | Purmerend, Hoorn                               | Noord-Holland         | algemeen              | 148.991                                  | 534           | 98          | 11        |
| Elkerliek Ziekenhuis                                              |           |                                           | Helmond / Deurne                               | Noord-Brabant         | algemeen              | 96.586                                   | 363           | 94          | 22        |
| Erasmus MC                                                        |           |                                           | Rotterdam                                      | Zuid-Holland          | academisch            | 133.050                                  | 1.125         | 111         | 17        |
| Flevoziekenhuis                                                   |           |                                           | Almere                                         | Flevoland             | algemeen              | 71.105                                   | 394           | 99          | 25        |
| Franciscus Gasthuis & Vlietland (Franciscus Gasthuis & Vlietland) |           |                                           | Rotterdam / Schiedam                           | Zuid-Holland          | algemeen              | 213.055                                  | 873           | 116         | 17        |
| Ziekenhuis Gelderse Vallei                                        | ZGV       | Inkoopalliantie Ziekenhuizen (IAZ)        | Ede                                            | Gelderland            | algemeen              | 113.793                                  | 446           | 93          | 07        |
| Gelre ziekenhuizen                                                |           |                                           | Apeldoorn, Zutphen                             | Gelderland            | algemeen              | 136.945                                  | 1.063         | 99          | 06        |
| Groene Hart Ziekenhuis                                            | GHZ       |                                           | Gouda                                          | Zuid-Holland          | algemeen              | 105.814                                  | 390           | 89          | 17        |
| HMC                                                               | HMC       |                                           | Den Haag                                       | Zuid-Holland          | algemeen              | 204.947                                  | 695           | 98          | 15        |
| IJsselland Ziekenhuis                                             | YSL       |                                           | Capelle aan den IJssel                         | Zuid-Holland          | algemeen              | 101.103                                  | 332           | 95          | 17        |
| Ikazia Ziekenhuis                                                 |           |                                           | Rotterdam                                      | Zuid-Holland          | algemeen              | 85.239                                   | 354           | 104         | 17        |
| Isala                                                             |           | mProve                                    | Zwolle, Meppel                                 | Overijssel            | algemeen              | 223.658                                  | 1.103         | 103         | 04        |
| Jeroen Bosch Ziekenhuis                                           | JBZ       | mProve Inkoopalliantie Ziekenhuizen (IAZ) | 's-Hertogenbosch                               | Noord-Brabant         | algemeen              | 153.976                                  | 678           | 99          | 21        |
| HagaZiekenhuis Zoetermeer                                         |           | HagaZiekenhuis                            | Zoetermeer                                     | Zuid-Holland          | algemeen              | 67.473                                   | 220           | 90          | 17        |
| Laurentius Ziekenhuis                                             | LZR       | Inkoopalliantie Ziekenhuizen (IAZ)        | Roermond                                       | Limburg               | algemeen              | 87.802                                   | 271           | 98          | 23        |
| Leids Universitair Medisch Centrum                                | LUMC      |                                           | Leiden                                         | Zuid-Holland          | academisch            | 97.287                                   | 882           | 96          | 16        |
| Maasstad Ziekenhuis                                               |           | Santeon                                   | Rotterdam                                      | Zuid-Holland          | algemeen + categoraal | 132.820                                  | 646           | 104         | 17        |
| Maastricht UMC+ (v.h. Academisch Ziekenhuis Maastricht)           | MUMC+/azM |                                           | Maastricht                                     | Limburg               | academisch            | 109.404                                  | 695           | 112         | 24        |
| Maasziekenhuis Pantein                                            |           |                                           | Beugen                                         | Noord-Brabant         | algemeen              | 38.815                                   | 168           | 94          | 21        |
| Martini Ziekenhuis                                                |           | Santeon                                   | Groningen                                      | Groningen             | algemeen + categoraal | 144.511                                  | 625           | 73          | 01        |
| Máxima MC                                                         | MMC       | mProve                                    | Eindhoven / Veldhoven                          | Noord-Brabant         | algemeen              | 124.831                                  | 614           | 112         | 22        |
| Meander Medisch Centrum                                           |           |                                           | Amersfoort, Baarn, Barneveld, Nijkerk, Leusden | Utrecht               | algemeen              | 155.623                                  | 556           | 99          | 09        |
| Medisch Centrum Leeuwarden                                        | MCL       |                                           | Leeuwarden en Harlingen                        | Friesland             | algemeen              | 174.919                                  | 653           | 94          | 02        |
| Noordwest Ziekenhuisgroep                                         | NWZ       | mProve                                    | Alkmaar, Den Helder                            | Noord-Holland         | algemeen              | 166.430                                  | 829           | 100         | 10        |
| Medisch Spectrum Twente                                           | MST       | Santeon                                   | Enschede                                       | Overijssel            | algemeen              | 121.268                                  | 528           | 110         | 05        |
| Nij Smellinghe                                                    |           |                                           | Drachten                                       | Friesland             | algemeen              | 76.414                                   | 265           | 102         | 02        |
| Ommelander Ziekenhuis Groningen                                   | OZG       |                                           | Scheemda                                       | Groningen             | algemeen              | 67.801                                   | 191           | 102         | 01        |
| OLVG                                                              |           | Santeon                                   | Amsterdam                                      | Noord-Holland         | algemeen              | 234.324                                  | 1.010         | 108         | 13        |
| Radboud UMC                                                       |           |                                           | Nijmegen                                       | Gelderland            | academisch            | 97.100                                   | 593           | 87          | 08        |
| Reinier de Graaf Gasthuis                                         |           |                                           | Delft                                          | Zuid-Holland          | algemeen              |                                          | 481           |             |           |
| Haga Ziekenhuis                                                   |           | HagaZiekenhuis                            | Den Haag                                       | Zuid-Holland          | algemeen              | 159.116                                  | 637           | 92          | 15        |
| Rijnstate                                                         |           | mProve                                    | Arnhem, Elst, Zevenaar                         | Gelderland            | algemeen              | 190.276                                  | 772           | 107         | 07        |
| Rivas Zorggroep / Beatrix Ziekenhuis                              |           |                                           | Gorinchem                                      | Zuid-Holland          | algemeen              | 56.867                                   | 219           | 94          | 18        |
| Ziekenhuis Rivierenland                                           |           |                                           | Tiel                                           | Gelderland            | algemeen              | 64.697                                   | 262           | 87          | 08        |
| Rode Kruis Ziekenhuis                                             | RKZ       |                                           | Beverwijk                                      | Noord-Holland         | algemeen + categoraal | 70.889                                   | 257           | 89          | 12        |
| Saxenburgh Medisch Centrum                                        |           |                                           | Hardenberg                                     | Overijssel            | algemeen              | 44.659                                   | 165           | 67          | 04        |
| Spijkenisse Medisch Centrum                                       |           |                                           | Spijkenisse                                    | Zuid-Holland          | algemeen              | 120.378                                  | 50            | -           | 17        |
| Anna Zorggroep                                                    |           |                                           | Geldrop                                        | Noord-Brabant         | algemeen              | 79.250                                   | 295           | 88          | 22        |
| Elisabeth-TweeStedenziekenhuis                                    | ETZ       |                                           | Tilburg, Waalwijk                              | Noord-Brabant         | algemeen              | 148.557                                  | 936           | 119         | 20        |
| St. Jans Gasthuis                                                 |           |                                           | Weert                                          | Limburg               | algemeen              | 72.676                                   | 234           | 108         | 23        |
| St Jansdal Ziekenhuis                                             |           | Inkoopalliantie Ziekenhuizen (IAZ)        | Harderwijk, Lelystad, Dronten                  | Gelderland, Flevoland | algemeen              | 85.071                                   | 341           | 96          | 06        |
| Slingeland Ziekenhuis                                             |           |                                           | Doetinchem                                     | Gelderland            | algemeen              | 107.653                                  | 348           | 104         | 06        |
| Spaarne Gasthuis                                                  |           |                                           | Haarlem, Hoofddorp, Heemstede                  | Noord-Holland         | algemeen              | 219.132                                  | 611           | 100         | 12        |
| Streekziekenhuis Koningin Beatrix                                 | SKB       |                                           | Winterswijk                                    | Gelderland            | algemeen              | 65.648                                   | 214           | 87          | 06        |
| Tergooi MC                                                        |           |                                           | Hilversum en Blaricum                          | Noord-Holland         | algemeen              | 125.027                                  | 454           | 93          | 14        |
| Tjongerschans                                                     |           |                                           | Heerenveen                                     | Friesland             | algemeen              | 174.919                                  | 263           | 97          | 02        |
| Universitair Medisch Centrum Groningen                            | UMCG      |                                           | Groningen                                      | Groningen             | academisch            | 92.136                                   | 1.339         | 95          | 01        |
| UMC Utrecht                                                       | UMCU      |                                           | Utrecht                                        | Utrecht               | academisch            | 99.067                                   | 1.042         | 102         | 09        |
| Van Weel-Bethesda Ziekenhuis                                      |           |                                           | Dirksland                                      | Zuid-Holland          | algemeen              | 50.452                                   | 193           | 82          | 17        |
| VieCuri Medisch Centrum                                           |           | Inkoopalliantie Ziekenhuizen (IAZ)        | Venlo, Venray                                  | Limburg               | algemeen              | 108.971                                  | 486           | 103         | 23        |
| Amsterdam UMC locatie VUmc                                        | AUMC-VUmc |                                           | Amsterdam                                      | Noord-Holland         | academisch            |                                          |               |             |           |
| Wilhelmina Ziekenhuis                                             | WZA       |                                           | Assen                                          | Drenthe               | algemeen              | 73.336                                   | 251           | 96          | 03        |
| Zaans Medisch Centrum                                             | ZMC       |                                           | Zaandam                                        | Noord-Holland         | algemeen              |                                          | 318           | 115         | 11        |
| Ziekenhuis Groep Twente                                           | ZGT       | Inkoopalliantie Ziekenhuizen (IAZ)        | Almelo, Hengelo                                | Overijssel            | algemeen              | 162.079                                  | 603           | 116         | 05        |
| ZorgSaam Ziekenhuis                                               |           | Inkoopalliantie Ziekenhuizen (IAZ)        | Terneuzen                                      | Zeeland               | algemeen              | 61.070                                   | 257           | 97          | 19        |
| Sint Antonius Ziekenhuis                                          |           |                                           | Woerden                                        | Utrecht               | algemeen              | 69.351                                   | 206           | 102         | 09        |
| Zuyderland Medisch Centrum                                        |           | mProve                                    | Heerlen en Sittard-Geleen                      | Limburg               | algemeen              | 244.564                                  | 980           | 98          | 24        |
| TOTALEN                                                           |           |                                           |                                                |                       |                       | 35.428                                   |               | n.v.t.      |           |